# Clàssica de Sant Sebastià 2024
La Clàssica de Sant Sebastià 2024 fou la 43a edició de la cursa ciclista Clàssica de Sant Sebastià. La cursa es disputà el 10 d'agost de 2024 i tingué un recorregut de 236km. La cursa fou el 26è esdeveniment de l'UCI World Tour 2024.
El suís Marc Hirschi (UAE Team Emirates) fou el vencedor de la cursa després de guanyar l'esprint final contra el francès Julian Alaphilippe (Soudal Quick-Step), que quedà en segona posició. El belga Lennert Van Eetvelt quedà tercer.

## Equips
| WorldTeams (18)- Soudal Quick-Step - UAE Team Emirates - EF Education-EasyPost - Bahrain Victorious - Movistar Team - Decathlon-AG2R La Mondiale - Team Visma \| Lease a Bike - Team dsm-firmenich PostNL - Lidl-Trek - Astana Qazaqstan Team - Intermarché-Wanty - Team Jayco AlUla - Cofidis - Red Bull-Bora-Hansgrohe - Groupama-FDJ - Alpecin-Deceuninck - Arkéa-B&B Hotels - Ineos Grenadiers ProTeams (7)- Equipo Kern Pharma - Lotto Dstny - Israel-Premier Tech - Caja Rural-Seguros RGA - Euskaltel-Euskadi - Uno-X Mobility - TotalEnergies |
| |

## Classificació final
| \| Classificació general \| Classificació general \| Classificació general \| Classificació general \| Classificació general \| \| Corredor \| Corredor \| Equip \| Temps \| \| \| --------------------- \| ----------------------- \| -------------------------- \| --------------------- \| --------------------- \| \| 1r \| Marc Hirschi \| UAE Team Emirates \| 5h 46' 12" \| \| \| 2n \| Julian Alaphilippe \| Soudal Quick-Step \| + 0" \| \| \| 3r \| Lennert Van Eetvelt \| Lotto Dstny \| + 7" \| \| \| 4t \| Kevin Vermaerke \| Team dsm-firmenich PostNL \| + 17" \| \| \| 5è \| Jhonatan Narváez Prado \| Ineos Grenadiers \| + 25" \| \| \| 6è \| Neilson Powless \| EF Education-EasyPost \| + 25" \| \| \| 7è \| Patrick Konrad \| Lidl-Trek \| + 25" \| \| \| 8è \| Michael Woods \| Israel-Premier Tech \| + 25" \| \| \| 9è \| Jan Christen \| UAE Team Emirates \| + 36" \| \| \| 10è \| Brandon McNulty \| UAE Team Emirates \| + 37" \| \| \| 11è \| Ben O'Connor \| Decathlon-AG2R La Mondiale \| + 37" \| \| \| 12è \| George Bennett \| Israel-Premier Tech \| + 37" \| \| \| 13è \| Jefferson Cepeda \| Caja Rural-Seguros RGA \| + 37" \| \| \| 14è \| Clément Berthet \| Decathlon-AG2R La Mondiale \| + 39" \| \| \| 15è \| Florian Lipowitz \| Red Bull-Bora-Hansgrohe \| + 53" \| \| \| 16è \| Andreas Kron \| Lotto Dstny \| + 1' 34" \| \| \| 17è \| Pablo Castrillo Zapater \| Equipo Kern Pharma \| + 1' 38" \| \| \| 18è \| Maxim Van Gils \| Lotto Dstny \| + 2' 17" \| \| \| 19è \| Pàvel Sivakov \| UAE Team Emirates \| + 2' 17" \| \| \| 20è \| Julien Bernard \| Lidl-Trek \| + 3' 53" \| \| |                         |                            |            |
| |                         |                            |            |
| Font: ProCyclingStats |                         |                            |            |
| Classificació general |                         |                            |            |
| Corredor | Corredor                | Equip                      | Temps      |
| 1r | Marc Hirschi            | UAE Team Emirates          | 5h 46' 12" |
| 2n | Julian Alaphilippe      | Soudal Quick-Step          | + 0"       |
| 3r | Lennert Van Eetvelt     | Lotto Dstny                | + 7"       |
| 4t | Kevin Vermaerke         | Team dsm-firmenich PostNL  | + 17"      |
| 5è | Jhonatan Narváez Prado  | Ineos Grenadiers           | + 25"      |
| 6è | Neilson Powless         | EF Education-EasyPost      | + 25"      |
| 7è | Patrick Konrad          | Lidl-Trek                  | + 25"      |
| 8è | Michael Woods           | Israel-Premier Tech        | + 25"      |
| 9è | Jan Christen            | UAE Team Emirates          | + 36"      |
| 10è | Brandon McNulty         | UAE Team Emirates          | + 37"      |
| 11è | Ben O'Connor            | Decathlon-AG2R La Mondiale | + 37"      |
| 12è | George Bennett          | Israel-Premier Tech        | + 37"      |
| 13è | Jefferson Cepeda        | Caja Rural-Seguros RGA     | + 37"      |
| 14è | Clément Berthet         | Decathlon-AG2R La Mondiale | + 39"      |
| 15è | Florian Lipowitz        | Red Bull-Bora-Hansgrohe    | + 53"      |
| 16è | Andreas Kron            | Lotto Dstny                | + 1' 34"   |
| 17è | Pablo Castrillo Zapater | Equipo Kern Pharma         | + 1' 38"   |
| 18è | Maxim Van Gils          | Lotto Dstny                | + 2' 17"   |
| 19è | Pàvel Sivakov           | UAE Team Emirates          | + 2' 17"   |
| 20è | Julien Bernard          | Lidl-Trek                  | + 3' 53"   |

## Participants
| Soudal Quick-Step SOQ               | Soudal Quick-Step SOQ    | Soudal Quick-Step SOQ |
| ----------------------------------- | ------------------------ | --------------------- |
| Núm                                 | Ciclista                 | Pos                   |
| 1                                   | Julian Alaphilippe (FRA) | 2n                    |
| 2                                   | Kasper Asgreen (DEN)     | DNF                   |
| 3                                   | Mattia Cattaneo (ITA)    | DNF                   |
| 4                                   | Gil Gelders (BEL)        | DNF                   |
| 5                                   | Mikel Landa Meana (ESP)  | 33è                   |
| 6                                   | Junior Lecerf (BEL)      | 52è                   |
| 7                                   | Mauri Vansevenant (BEL)  | 25è                   |
| Director esportiu: Wilfried Peeters |                          |                       |

| UAE Team Emirates UAD                                 | UAE Team Emirates UAD | UAE Team Emirates UAD |
| ----------------------------------------------------- | --------------------- | --------------------- |
| Núm                                                   | Ciclista              | Pos                   |
| 11                                                    | Igor Arrieta (ESP)    | DNF                   |
| 12                                                    | Alessandro Covi (ITA) | DNF                   |
| 13                                                    | Isaac del Toro (MEX)  | 49è                   |
| 14                                                    | Jan Christen (SUI)    | 9è                    |
| 15                                                    | Marc Hirschi (SUI)    | 1r                    |
| 16                                                    | Pàvel Sivakov (FRA)   | 19è                   |
| 17                                                    | Brandon McNulty (USA) | 10è                   |
| Director esportiu: Fabrizio Guidi, Tomás Gil Martínez |                       |                       |

| EF Education-EasyPost EFE                  | EF Education-EasyPost EFE | EF Education-EasyPost EFE |
| ------------------------------------------ | ------------------------- | ------------------------- |
| Núm                                        | Ciclista                  | Pos                       |
| 21                                         | Markel Beloki (ESP)       | DNF                       |
| 22                                         | Simon Carr (GBR)          | DNF                       |
| 23                                         | Stefan de Bod (RSA)       | 71è                       |
| 24                                         | Neilson Powless (USA)     | 6è                        |
| 25                                         | Sean Quinn (USA) (ruta)   | DNF                       |
| 26                                         | Hugh Carthy (GBR)         | 48è                       |
| 27                                         | Harry Sweeny (AUS)        | DNF                       |
| Director esportiu: Juan Manuel Gárate Cepa |                           |                           |

| Bahrain Victorious TBV           | Bahrain Victorious TBV          | Bahrain Victorious TBV |
| -------------------------------- | ------------------------------- | ---------------------- |
| Núm                              | Ciclista                        | Pos                    |
| 31                               | Yukiya Arashiro (JPN)           | DNF                    |
| 32                               | Santiago Buitrago Sánchez (COL) | 42è                    |
| 33                               | Damiano Caruso (ITA)            | DNF                    |
| 34                               | Jack Haig (AUS)                 | 30è                    |
| 35                               | Finlay Pickering (GBR)          | DNF                    |
| 36                               | Jasha Sütterlin (GER)           | DNF                    |
| 37                               | Torstein Træen (NOR)            | 82è                    |
| Director esportiu: Neil Stephens |                                 |                        |

| Movistar Team MOV                                             | Movistar Team MOV                    | Movistar Team MOV |
| ------------------------------------------------------------- | ------------------------------------ | ----------------- |
| Núm                                                           | Ciclista                             | Pos               |
| 41                                                            | Alexander Aranburu Deba (ESP) (ruta) | 54è               |
| 42                                                            | Ruben Guerreiro (POR)                | DNF               |
| 43                                                            | Antonio Pedrero López (ESP)          | DNF               |
| 44                                                            | Einer Rubio (COL)                    | 51è               |
| 45                                                            | Sergio Samitier (ESP)                | 61è               |
| 46                                                            | Iván Romeo Abad (ESP)                | 38è               |
| 47                                                            | Iván Ramiro Sosa Cuervo (COL)        | DNF               |
| Director esportiu: Pablo Lastras García, Iván Velasco Murillo |                                      |                   |

| Decathlon-AG2R La Mondiale DAT   | Decathlon-AG2R La Mondiale DAT | Decathlon-AG2R La Mondiale DAT |
| -------------------------------- | ------------------------------ | ------------------------------ |
| Núm                              | Ciclista                       | Pos                            |
| 51                               | Alex Baudin (FRA)              | 59è                            |
| 52                               | Ben O'Connor (AUS)             | 11è                            |
| 53                               | Clément Berthet (FRA)          | 14è                            |
| 54                               | Nans Peters (FRA)              | DNF                            |
| 55                               | Nicolas Prodhomme (FRA)        | 43è                            |
| 56                               | Jordan Labrosse (FRA)          | DNF                            |
| 57                               | Lawrence Warbasse (USA)        | 29è                            |
| Director esportiu: Didier Jannel |                                |                                |

| Team Visma \| Lease a Bike TVL   | Team Visma \| Lease a Bike TVL | Team Visma \| Lease a Bike TVL |
| -------------------------------- | ------------------------------ | ------------------------------ |
| Núm                              | Ciclista                       | Pos                            |
| 61                               | Sepp Kuss (USA)                | 34è                            |
| 62                               | Dylan van Baarle (NED)         | 66è                            |
| 63                               | Thomas Gloag (GBR)             | DNF                            |
| 64                               | Jonas Vingegaard (DEN)         | DNF                            |
| 65                               | Wilco Kelderman (NED)          | 36è                            |
| 66                               | Milan Vader (NED)              | DNF                            |
| 67                               | Julien Vermote (BEL)           | DNF                            |
| Director esportiu: Frans Maassen |                                |                                |

| Team dsm-firmenich PostNL DFP           | Team dsm-firmenich PostNL DFP | Team dsm-firmenich PostNL DFP |
| --------------------------------------- | ----------------------------- | ----------------------------- |
| Núm                                     | Ciclista                      | Pos                           |
| 71                                      | Romain Bardet (FRA)           | DNF                           |
| 72                                      | Warren Barguil (FRA)          | DNF                           |
| 73                                      | Romain Combaud (FRA)          | DNF                           |
| 74                                      | Chris Hamilton (AUS)          | 62è                           |
| 75                                      | Gijs Leemreize (NED)          | 81è                           |
| 76                                      | Martijn Tusveld (NED)         | DNF                           |
| 77                                      | Kevin Vermaerke (USA)         | 4t                            |
| Director esportiu: Christian Guiberteau |                               |                               |

| Lidl-Trek LTK                             | Lidl-Trek LTK                | Lidl-Trek LTK |
| ----------------------------------------- | ---------------------------- | ------------- |
| Núm                                       | Ciclista                     | Pos           |
| 81                                        | Giulio Ciccone (ITA)         | 35è           |
| 82                                        | Julien Bernard (FRA)         | 21è           |
| 83                                        | Jacopo Mosca (ITA)           | DNF           |
| 84                                        | Amanuel Gebrezgabihier (ERI) | 80è           |
| 85                                        | Juan Pedro López (ESP)       | 44è           |
| 86                                        | Patrick Konrad (AUT)         | 7è            |
| 87                                        | Sam Oomen (NED)              | 45è           |
| Director esportiu: Markel Irizar Aranburu |                              |               |

| Equipo Kern Pharma EKP                                        | Equipo Kern Pharma EKP        | Equipo Kern Pharma EKP |
| ------------------------------------------------------------- | ----------------------------- | ---------------------- |
| Núm                                                           | Ciclista                      | Pos                    |
| 91                                                            | Pablo Castrillo Zapater (ESP) | 17è                    |
| 92                                                            | Jon Agirre Egaña (ESP)        | DNF                    |
| 93                                                            | Urko Berrade (ESP)            | 46è                    |
| 94                                                            | Pau Miquel Delgado (ESP)      | 37è                    |
| 95                                                            | Unai Iribar (ESP)             | 41è                    |
| 96                                                            | Carlos García Pierna (ESP)    | 55è                    |
| 97                                                            | Jordi López Caravaca (ESP)    | DNF                    |
| Director esportiu: Pablo Urtasun Pérez, Mikel Nieve Iturralde |                               |                        |

| Astana Qazaqstan Team AST          | Astana Qazaqstan Team AST | Astana Qazaqstan Team AST |
| ---------------------------------- | ------------------------- | ------------------------- |
| Núm                                | Ciclista                  | Pos                       |
| 101                                | Gleb Brussenskiy (KAZ)    | DNF                       |
| 102                                | Anthon Charmig (DEN)      | 32è                       |
| 103                                | Gianmarco Garofoli (ITA)  | 77è                       |
| 104                                | Daniil Marukhin (KAZ)     | DNF                       |
| 105                                | Santiago Umba (COL)       | 50è                       |
| 106                                | Simone Velasco (ITA)      | 72è                       |
| 107                                | Ide Schelling (NED)       | DNF                       |
| Director esportiu: Aleksandr Xefer |                           |                           |

| Intermarché-Wanty IWA             | Intermarché-Wanty IWA   | Intermarché-Wanty IWA |
| --------------------------------- | ----------------------- | --------------------- |
| Núm                               | Ciclista                | Pos                   |
| 111                               | Lilian Calmejane (FRA)  | DNF                   |
| 112                               | Kevin Colleoni (ITA)    | 67è                   |
| 113                               | Dries De Pooter (BEL)   | DNF                   |
| 114                               | Alexy Faure Prost (FRA) | DNF                   |
| 115                               | Tom Paquot (BEL)        | DNF                   |
| 116                               | Simone Petilli (ITA)    | 65è                   |
| 117                               | Lorenzo Rota (ITA)      | 67è                   |
| Director esportiu: Steven De Neef |                         |                       |

| Lotto Dstny LTD                | Lotto Dstny LTD           | Lotto Dstny LTD |
| ------------------------------ | ------------------------- | --------------- |
| Núm                            | Ciclista                  | Pos             |
| 121                            | Johannes Adamietz (GER)   | DNF             |
| 122                            | Logan Currie (NZL)        | DNF             |
| 123                            | Andreas Kron (DEN)        | 16è             |
| 124                            | Sylvain Moniquet (BEL)    | DNF             |
| 125                            | Lennert Van Eetvelt (BEL) | 3r              |
| 126                            | Maxim Van Gils (BEL)      | 18è             |
| 127                            | Henri Vandenabeele (BEL)  | DNF             |
| Director esportiu: Mario Aerts |                           |                 |

| Israel-Premier Tech IPT                                                 | Israel-Premier Tech IPT    | Israel-Premier Tech IPT |
| ----------------------------------------------------------------------- | -------------------------- | ----------------------- |
| Núm                                                                     | Ciclista                   | Pos                     |
| 131                                                                     | George Bennett (NZL)       | 12è                     |
| 132                                                                     | Marco Frigo (ITA)          | 79è                     |
| 133                                                                     | Mason Hollyman (GBR)       | DNF                     |
| 134                                                                     | Matthew Riccitello (USA)   | 84è                     |
| 135                                                                     | Guy Sagiv (ISR)            | DNF                     |
| 136                                                                     | Riley Sheehan (USA)        | DNF                     |
| 137                                                                     | Michael Woods (CAN) (ruta) | 8è                      |
| Director esportiu: Óscar Guerrero, Jonathan Patrick McCarty, Sam Bewley |                            |                         |

| Team Jayco AlUla JAY                            | Team Jayco AlUla JAY          | Team Jayco AlUla JAY |
| ----------------------------------------------- | ----------------------------- | -------------------- |
| Núm                                             | Ciclista                      | Pos                  |
| 141                                             | Simon Yates (GBR)             | DNF                  |
| 142                                             | Lawson Craddock (USA)         | DNF                  |
| 143                                             | Christopher Juul-Jensen (DEN) | DNF                  |
| 144                                             | Chris Harper (AUS)            | DNF                  |
| 145                                             | Welay Berehe (ETH)            | 68è                  |
| 146                                             | Filippo Zana (ITA)            | 31è                  |
| 147                                             | Davide De Pretto (ITA)        | DNF                  |
| Director esportiu: Valerio Piva, Pieter Weening |                               |                      |

| Cofidis COF                                                               | Cofidis COF                    | Cofidis COF |
| ------------------------------------------------------------------------- | ------------------------------ | ----------- |
| Núm                                                                       | Ciclista                       | Pos         |
| 151                                                                       | Ion Izagirre Insausti (ESP)    | 47è         |
| 152                                                                       | Kenny Elissonde (FRA)          | 73è         |
| 153                                                                       | Simon Geschke (GER)            | DNF         |
| 154                                                                       | Jesús Herrada López (ESP)      | DNF         |
| 155                                                                       | Gorka Izagirre Insausti (ESP)  | 60è         |
| 156                                                                       | Jonathan Lastra Martínez (ESP) | 58è         |
| 157                                                                       | Hugo Toumire (FRA)             | DNF         |
| Director esportiu: Bingen Fernández Bustintza, Gorka Gerrikagoitia Arrien |                                |             |

| Red Bull-Bora-Hansgrohe RBH                         | Red Bull-Bora-Hansgrohe RBH  | Red Bull-Bora-Hansgrohe RBH |
| --------------------------------------------------- | ---------------------------- | --------------------------- |
| Núm                                                 | Ciclista                     | Pos                         |
| 161                                                 | Daniel Martínez Poveda (COL) | DNF                         |
| 162                                                 | Roger Adrià Oliveras (ESP)   | 40è                         |
| 163                                                 | Giovanni Aleotti (ITA)       | 23è                         |
| 164                                                 | Florian Lipowitz (GER)       | 15è                         |
| 165                                                 | Sergio Higuita García (COL)  | 69è                         |
| 166                                                 | Alexander Hajek (AUT) (ruta) | 26è                         |
| 167                                                 | Ben Zwiehoff (GER)           | DNF                         |
| Director esportiu: Francisco Javier Vila Errandonea |                              |                             |

| Caja Rural-Seguros RGA CJR                                     | Caja Rural-Seguros RGA CJR     | Caja Rural-Seguros RGA CJR |
| -------------------------------------------------------------- | ------------------------------ | -------------------------- |
| Núm                                                            | Ciclista                       | Pos                        |
| 171                                                            | Fernando Barceló Aragón (ESP)  | DNF                        |
| 172                                                            | Abel Balderstone Roumens (ESP) | DNF                        |
| 173                                                            | Jefferson Cepeda (ECU)         | 13è                        |
| 174                                                            | Joseba López (ESP)             | 63è                        |
| 175                                                            | Joel Nicolau Beltran (ESP)     | 53è                        |
| 176                                                            | Eduard Prades i Reverter (ESP) | DNF                        |
| 177                                                            | Thomas Silva (URU)             | 76è                        |
| Director esportiu: Aritz Bagües, José Miguel Fernández Reviejo |                                |                            |

| Groupama-FDJ GFC                                 | Groupama-FDJ GFC       | Groupama-FDJ GFC |
| ------------------------------------------------ | ---------------------- | ---------------- |
| Núm                                              | Ciclista               | Pos              |
| 181                                              | Lenny Martinez (FRA)   | DNF              |
| 182                                              | Lorenzo Germani (ITA)  | DNF              |
| 183                                              | Olivier Le Gac (FRA)   | DNF              |
| 184                                              | Enzo Paleni (FRA)      | DNF              |
| 185                                              | Rémy Rochas (FRA)      | 20è              |
| 186                                              | Reuben Thompson (NZL)  | DNF              |
| 187                                              | Eddy Le Huitouze (FRA) | DNF              |
| Director esportiu: Marc Madiot, Philippe Mauduit |                        |                  |

| Euskaltel-Euskadi EUS                                 | Euskaltel-Euskadi EUS             | Euskaltel-Euskadi EUS |
| ----------------------------------------------------- | --------------------------------- | --------------------- |
| Núm                                                   | Ciclista                          | Pos                   |
| 191                                                   | Nicolás Alustiza (ESP)            | DNF                   |
| 192                                                   | Asier Etxeberria (ESP)            | DNF                   |
| 193                                                   | Joan Bou (ESP)                    | DNF                   |
| 194                                                   | Mikel Bizkarra Etxegibel (ESP)    | DNF                   |
| 195                                                   | Xabier Berasategi (ESP)           | 64è                   |
| 196                                                   | Xabier Isasa (ESP)                | 75è                   |
| 197                                                   | Víctor de la Parte González (ESP) | 57è                   |
| Director esportiu: Jorge Azanza Soto, Pello Olaberria |                                   |                       |

| Alpecin-Deceuninck ADC                              | Alpecin-Deceuninck ADC  | Alpecin-Deceuninck ADC |
| --------------------------------------------------- | ----------------------- | ---------------------- |
| Núm                                                 | Ciclista                | Pos                    |
| 201                                                 | Tobias Bayer (AUT)      | DNF                    |
| 202                                                 | Nicola Conci (ITA)      | 74è                    |
| 203                                                 | Michael Gogl (AUT)      | DNF                    |
| 204                                                 | Jimmy Janssens (BEL)    | 56è                    |
| 205                                                 | Axel Laurance (FRA)     | DNF                    |
| 206                                                 | Stan Van Tricht (BEL)   | DNF                    |
| 207                                                 | Gianni Vermeersch (BEL) | DNF                    |
| Director esportiu: Preben Van Hecke, Rik Van Slycke |                         |                        |

| Arkéa-B&B Hotels ARK             | Arkéa-B&B Hotels ARK      | Arkéa-B&B Hotels ARK |
| -------------------------------- | ------------------------- | -------------------- |
| Núm                              | Ciclista                  | Pos                  |
| 211                              | Louis Barré (FRA)         | 78è                  |
| 212                              | Clément Champoussin (FRA) | 70è                  |
| 213                              | Michel Ries (LUX)         | DNF                  |
| 214                              | Thibault Guernalec (FRA)  | DNF                  |
| 215                              | Simon Guglielmi (FRA)     | DNF                  |
| 216                              | Laurens Huys (BEL)        | 83è                  |
| 217                              | Łukasz Owsian (POL)       | DNF                  |
| Director esportiu: Arnaud Gérard |                           |                      |

| Ineos Grenadiers IGD                                         | Ineos Grenadiers IGD                | Ineos Grenadiers IGD |
| ------------------------------------------------------------ | ----------------------------------- | -------------------- |
| Núm                                                          | Ciclista                            | Pos                  |
| 221                                                          | Jonathan Castroviejo Nicolás (ESP)  | DNF                  |
| 222                                                          | Omar Fraile Matarranz (ESP)         | DNF                  |
| 223                                                          | Michael Leonard (CAN)               | DNF                  |
| 224                                                          | Jhonatan Narváez Prado (ECU) (ruta) | 5è                   |
| 225                                                          | Salvatore Puccio (ITA)              | DNF                  |
| 226                                                          | Óscar Rodríguez Garaicoechea (ESP)  | 28è                  |
| 227                                                          | Connor Swift (GBR)                  | DNF                  |
| Director esportiu: Imanol Erviti Ollo, Xabier Zandio Echaide |                                     |                      |

| Uno-X Mobility UXM                    | Uno-X Mobility UXM               | Uno-X Mobility UXM |
| ------------------------------------- | -------------------------------- | ------------------ |
| Núm                                   | Ciclista                         | Pos                |
| 231                                   | Odd Christian Eiking (NOR)       | 39è                |
| 232                                   | Fredrik Dversnes (NOR)           | DNF                |
| 233                                   | Ådne Holter (NOR)                | DNF                |
| 234                                   | Anders Halland Johannessen (NOR) | DNF                |
| 235                                   | Tobias Halland Johannessen (NOR) | 24è                |
| 236                                   | Johannes Kulset (NOR)            | DNF                |
| 237                                   | Anders Skaarseth (NOR)           | DNF                |
| Director esportiu: Gino Van Oudenhove |                                  |                    |

| TotalEnergies TEN                                  | TotalEnergies TEN       | TotalEnergies TEN |
| -------------------------------------------------- | ----------------------- | ----------------- |
| Núm                                                | Ciclista                | Pos               |
| 241                                                | Steff Cras (BEL)        | DNF               |
| 242                                                | Pierre Latour (FRA)     | DNF               |
| 243                                                | Valentin Ferron (FRA)   | DNF               |
| 244                                                | Fabien Grellier (FRA)   | DNF               |
| 245                                                | Jordan Jegat (FRA)      | 27è               |
| 246                                                | Alan Jousseaume (FRA)   | DNF               |
| 247                                                | Alexis Vuillermoz (FRA) | DNF               |
| Director esportiu: Romain Sicard, Benoît Génauzeau |                         |                   |

| Soudal Quick-Step SOQ               | Soudal Quick-Step SOQ    | Soudal Quick-Step SOQ |
| ----------------------------------- | ------------------------ | --------------------- |
| Núm                                 | Ciclista                 | Pos                   |
| 1                                   | Julian Alaphilippe (FRA) | 2n                    |
| 2                                   | Kasper Asgreen (DEN)     | DNF                   |
| 3                                   | Mattia Cattaneo (ITA)    | DNF                   |
| 4                                   | Gil Gelders (BEL)        | DNF                   |
| 5                                   | Mikel Landa Meana (ESP)  | 33è                   |
| 6                                   | Junior Lecerf (BEL)      | 52è                   |
| 7                                   | Mauri Vansevenant (BEL)  | 25è                   |
| Director esportiu: Wilfried Peeters |                          |                       |

| UAE Team Emirates UAD                                 | UAE Team Emirates UAD | UAE Team Emirates UAD |
| ----------------------------------------------------- | --------------------- | --------------------- |
| Núm                                                   | Ciclista              | Pos                   |
| 11                                                    | Igor Arrieta (ESP)    | DNF                   |
| 12                                                    | Alessandro Covi (ITA) | DNF                   |
| 13                                                    | Isaac del Toro (MEX)  | 49è                   |
| 14                                                    | Jan Christen (SUI)    | 9è                    |
| 15                                                    | Marc Hirschi (SUI)    | 1r                    |
| 16                                                    | Pàvel Sivakov (FRA)   | 19è                   |
| 17                                                    | Brandon McNulty (USA) | 10è                   |
| Director esportiu: Fabrizio Guidi, Tomás Gil Martínez |                       |                       |

| EF Education-EasyPost EFE                  | EF Education-EasyPost EFE | EF Education-EasyPost EFE |
| ------------------------------------------ | ------------------------- | ------------------------- |
| Núm                                        | Ciclista                  | Pos                       |
| 21                                         | Markel Beloki (ESP)       | DNF                       |
| 22                                         | Simon Carr (GBR)          | DNF                       |
| 23                                         | Stefan de Bod (RSA)       | 71è                       |
| 24                                         | Neilson Powless (USA)     | 6è                        |
| 25                                         | Sean Quinn (USA) (ruta)   | DNF                       |
| 26                                         | Hugh Carthy (GBR)         | 48è                       |
| 27                                         | Harry Sweeny (AUS)        | DNF                       |
| Director esportiu: Juan Manuel Gárate Cepa |                           |                           |

| Bahrain Victorious TBV           | Bahrain Victorious TBV          | Bahrain Victorious TBV |
| -------------------------------- | ------------------------------- | ---------------------- |
| Núm                              | Ciclista                        | Pos                    |
| 31                               | Yukiya Arashiro (JPN)           | DNF                    |
| 32                               | Santiago Buitrago Sánchez (COL) | 42è                    |
| 33                               | Damiano Caruso (ITA)            | DNF                    |
| 34                               | Jack Haig (AUS)                 | 30è                    |
| 35                               | Finlay Pickering (GBR)          | DNF                    |
| 36                               | Jasha Sütterlin (GER)           | DNF                    |
| 37                               | Torstein Træen (NOR)            | 82è                    |
| Director esportiu: Neil Stephens |                                 |                        |

| Movistar Team MOV                                             | Movistar Team MOV                    | Movistar Team MOV |
| ------------------------------------------------------------- | ------------------------------------ | ----------------- |
| Núm                                                           | Ciclista                             | Pos               |
| 41                                                            | Alexander Aranburu Deba (ESP) (ruta) | 54è               |
| 42                                                            | Ruben Guerreiro (POR)                | DNF               |
| 43                                                            | Antonio Pedrero López (ESP)          | DNF               |
| 44                                                            | Einer Rubio (COL)                    | 51è               |
| 45                                                            | Sergio Samitier (ESP)                | 61è               |
| 46                                                            | Iván Romeo Abad (ESP)                | 38è               |
| 47                                                            | Iván Ramiro Sosa Cuervo (COL)        | DNF               |
| Director esportiu: Pablo Lastras García, Iván Velasco Murillo |                                      |                   |

| Decathlon-AG2R La Mondiale DAT   | Decathlon-AG2R La Mondiale DAT | Decathlon-AG2R La Mondiale DAT |
| -------------------------------- | ------------------------------ | ------------------------------ |
| Núm                              | Ciclista                       | Pos                            |
| 51                               | Alex Baudin (FRA)              | 59è                            |
| 52                               | Ben O'Connor (AUS)             | 11è                            |
| 53                               | Clément Berthet (FRA)          | 14è                            |
| 54                               | Nans Peters (FRA)              | DNF                            |
| 55                               | Nicolas Prodhomme (FRA)        | 43è                            |
| 56                               | Jordan Labrosse (FRA)          | DNF                            |
| 57                               | Lawrence Warbasse (USA)        | 29è                            |
| Director esportiu: Didier Jannel |                                |                                |

| Team Visma \| Lease a Bike TVL   | Team Visma \| Lease a Bike TVL | Team Visma \| Lease a Bike TVL |
| -------------------------------- | ------------------------------ | ------------------------------ |
| Núm                              | Ciclista                       | Pos                            |
| 61                               | Sepp Kuss (USA)                | 34è                            |
| 62                               | Dylan van Baarle (NED)         | 66è                            |
| 63                               | Thomas Gloag (GBR)             | DNF                            |
| 64                               | Jonas Vingegaard (DEN)         | DNF                            |
| 65                               | Wilco Kelderman (NED)          | 36è                            |
| 66                               | Milan Vader (NED)              | DNF                            |
| 67                               | Julien Vermote (BEL)           | DNF                            |
| Director esportiu: Frans Maassen |                                |                                |

| Team dsm-firmenich PostNL DFP           | Team dsm-firmenich PostNL DFP | Team dsm-firmenich PostNL DFP |
| --------------------------------------- | ----------------------------- | ----------------------------- |
| Núm                                     | Ciclista                      | Pos                           |
| 71                                      | Romain Bardet (FRA)           | DNF                           |
| 72                                      | Warren Barguil (FRA)          | DNF                           |
| 73                                      | Romain Combaud (FRA)          | DNF                           |
| 74                                      | Chris Hamilton (AUS)          | 62è                           |
| 75                                      | Gijs Leemreize (NED)          | 81è                           |
| 76                                      | Martijn Tusveld (NED)         | DNF                           |
| 77                                      | Kevin Vermaerke (USA)         | 4t                            |
| Director esportiu: Christian Guiberteau |                               |                               |

| Lidl-Trek LTK                             | Lidl-Trek LTK                | Lidl-Trek LTK |
| ----------------------------------------- | ---------------------------- | ------------- |
| Núm                                       | Ciclista                     | Pos           |
| 81                                        | Giulio Ciccone (ITA)         | 35è           |
| 82                                        | Julien Bernard (FRA)         | 21è           |
| 83                                        | Jacopo Mosca (ITA)           | DNF           |
| 84                                        | Amanuel Gebrezgabihier (ERI) | 80è           |
| 85                                        | Juan Pedro López (ESP)       | 44è           |
| 86                                        | Patrick Konrad (AUT)         | 7è            |
| 87                                        | Sam Oomen (NED)              | 45è           |
| Director esportiu: Markel Irizar Aranburu |                              |               |

| Equipo Kern Pharma EKP                                        | Equipo Kern Pharma EKP        | Equipo Kern Pharma EKP |
| ------------------------------------------------------------- | ----------------------------- | ---------------------- |
| Núm                                                           | Ciclista                      | Pos                    |
| 91                                                            | Pablo Castrillo Zapater (ESP) | 17è                    |
| 92                                                            | Jon Agirre Egaña (ESP)        | DNF                    |
| 93                                                            | Urko Berrade (ESP)            | 46è                    |
| 94                                                            | Pau Miquel Delgado (ESP)      | 37è                    |
| 95                                                            | Unai Iribar (ESP)             | 41è                    |
| 96                                                            | Carlos García Pierna (ESP)    | 55è                    |
| 97                                                            | Jordi López Caravaca (ESP)    | DNF                    |
| Director esportiu: Pablo Urtasun Pérez, Mikel Nieve Iturralde |                               |                        |

| Astana Qazaqstan Team AST          | Astana Qazaqstan Team AST | Astana Qazaqstan Team AST |
| ---------------------------------- | ------------------------- | ------------------------- |
| Núm                                | Ciclista                  | Pos                       |
| 101                                | Gleb Brussenskiy (KAZ)    | DNF                       |
| 102                                | Anthon Charmig (DEN)      | 32è                       |
| 103                                | Gianmarco Garofoli (ITA)  | 77è                       |
| 104                                | Daniil Marukhin (KAZ)     | DNF                       |
| 105                                | Santiago Umba (COL)       | 50è                       |
| 106                                | Simone Velasco (ITA)      | 72è                       |
| 107                                | Ide Schelling (NED)       | DNF                       |
| Director esportiu: Aleksandr Xefer |                           |                           |

| Intermarché-Wanty IWA             | Intermarché-Wanty IWA   | Intermarché-Wanty IWA |
| --------------------------------- | ----------------------- | --------------------- |
| Núm                               | Ciclista                | Pos                   |
| 111                               | Lilian Calmejane (FRA)  | DNF                   |
| 112                               | Kevin Colleoni (ITA)    | 67è                   |
| 113                               | Dries De Pooter (BEL)   | DNF                   |
| 114                               | Alexy Faure Prost (FRA) | DNF                   |
| 115                               | Tom Paquot (BEL)        | DNF                   |
| 116                               | Simone Petilli (ITA)    | 65è                   |
| 117                               | Lorenzo Rota (ITA)      | 67è                   |
| Director esportiu: Steven De Neef |                         |                       |

| Lotto Dstny LTD                | Lotto Dstny LTD           | Lotto Dstny LTD |
| ------------------------------ | ------------------------- | --------------- |
| Núm                            | Ciclista                  | Pos             |
| 121                            | Johannes Adamietz (GER)   | DNF             |
| 122                            | Logan Currie (NZL)        | DNF             |
| 123                            | Andreas Kron (DEN)        | 16è             |
| 124                            | Sylvain Moniquet (BEL)    | DNF             |
| 125                            | Lennert Van Eetvelt (BEL) | 3r              |
| 126                            | Maxim Van Gils (BEL)      | 18è             |
| 127                            | Henri Vandenabeele (BEL)  | DNF             |
| Director esportiu: Mario Aerts |                           |                 |

| Israel-Premier Tech IPT                                                 | Israel-Premier Tech IPT    | Israel-Premier Tech IPT |
| ----------------------------------------------------------------------- | -------------------------- | ----------------------- |
| Núm                                                                     | Ciclista                   | Pos                     |
| 131                                                                     | George Bennett (NZL)       | 12è                     |
| 132                                                                     | Marco Frigo (ITA)          | 79è                     |
| 133                                                                     | Mason Hollyman (GBR)       | DNF                     |
| 134                                                                     | Matthew Riccitello (USA)   | 84è                     |
| 135                                                                     | Guy Sagiv (ISR)            | DNF                     |
| 136                                                                     | Riley Sheehan (USA)        | DNF                     |
| 137                                                                     | Michael Woods (CAN) (ruta) | 8è                      |
| Director esportiu: Óscar Guerrero, Jonathan Patrick McCarty, Sam Bewley |                            |                         |

| Team Jayco AlUla JAY                            | Team Jayco AlUla JAY          | Team Jayco AlUla JAY |
| ----------------------------------------------- | ----------------------------- | -------------------- |
| Núm                                             | Ciclista                      | Pos                  |
| 141                                             | Simon Yates (GBR)             | DNF                  |
| 142                                             | Lawson Craddock (USA)         | DNF                  |
| 143                                             | Christopher Juul-Jensen (DEN) | DNF                  |
| 144                                             | Chris Harper (AUS)            | DNF                  |
| 145                                             | Welay Berehe (ETH)            | 68è                  |
| 146                                             | Filippo Zana (ITA)            | 31è                  |
| 147                                             | Davide De Pretto (ITA)        | DNF                  |
| Director esportiu: Valerio Piva, Pieter Weening |                               |                      |

| Cofidis COF                                                               | Cofidis COF                    | Cofidis COF |
| ------------------------------------------------------------------------- | ------------------------------ | ----------- |
| Núm                                                                       | Ciclista                       | Pos         |
| 151                                                                       | Ion Izagirre Insausti (ESP)    | 47è         |
| 152                                                                       | Kenny Elissonde (FRA)          | 73è         |
| 153                                                                       | Simon Geschke (GER)            | DNF         |
| 154                                                                       | Jesús Herrada López (ESP)      | DNF         |
| 155                                                                       | Gorka Izagirre Insausti (ESP)  | 60è         |
| 156                                                                       | Jonathan Lastra Martínez (ESP) | 58è         |
| 157                                                                       | Hugo Toumire (FRA)             | DNF         |
| Director esportiu: Bingen Fernández Bustintza, Gorka Gerrikagoitia Arrien |                                |             |

| Red Bull-Bora-Hansgrohe RBH                         | Red Bull-Bora-Hansgrohe RBH  | Red Bull-Bora-Hansgrohe RBH |
| --------------------------------------------------- | ---------------------------- | --------------------------- |
| Núm                                                 | Ciclista                     | Pos                         |
| 161                                                 | Daniel Martínez Poveda (COL) | DNF                         |
| 162                                                 | Roger Adrià Oliveras (ESP)   | 40è                         |
| 163                                                 | Giovanni Aleotti (ITA)       | 23è                         |
| 164                                                 | Florian Lipowitz (GER)       | 15è                         |
| 165                                                 | Sergio Higuita García (COL)  | 69è                         |
| 166                                                 | Alexander Hajek (AUT) (ruta) | 26è                         |
| 167                                                 | Ben Zwiehoff (GER)           | DNF                         |
| Director esportiu: Francisco Javier Vila Errandonea |                              |                             |

| Caja Rural-Seguros RGA CJR                                     | Caja Rural-Seguros RGA CJR     | Caja Rural-Seguros RGA CJR |
| -------------------------------------------------------------- | ------------------------------ | -------------------------- |
| Núm                                                            | Ciclista                       | Pos                        |
| 171                                                            | Fernando Barceló Aragón (ESP)  | DNF                        |
| 172                                                            | Abel Balderstone Roumens (ESP) | DNF                        |
| 173                                                            | Jefferson Cepeda (ECU)         | 13è                        |
| 174                                                            | Joseba López (ESP)             | 63è                        |
| 175                                                            | Joel Nicolau Beltran (ESP)     | 53è                        |
| 176                                                            | Eduard Prades i Reverter (ESP) | DNF                        |
| 177                                                            | Thomas Silva (URU)             | 76è                        |
| Director esportiu: Aritz Bagües, José Miguel Fernández Reviejo |                                |                            |

| Groupama-FDJ GFC                                 | Groupama-FDJ GFC       | Groupama-FDJ GFC |
| ------------------------------------------------ | ---------------------- | ---------------- |
| Núm                                              | Ciclista               | Pos              |
| 181                                              | Lenny Martinez (FRA)   | DNF              |
| 182                                              | Lorenzo Germani (ITA)  | DNF              |
| 183                                              | Olivier Le Gac (FRA)   | DNF              |
| 184                                              | Enzo Paleni (FRA)      | DNF              |
| 185                                              | Rémy Rochas (FRA)      | 20è              |
| 186                                              | Reuben Thompson (NZL)  | DNF              |
| 187                                              | Eddy Le Huitouze (FRA) | DNF              |
| Director esportiu: Marc Madiot, Philippe Mauduit |                        |                  |

| Euskaltel-Euskadi EUS                                 | Euskaltel-Euskadi EUS             | Euskaltel-Euskadi EUS |
| ----------------------------------------------------- | --------------------------------- | --------------------- |
| Núm                                                   | Ciclista                          | Pos                   |
| 191                                                   | Nicolás Alustiza (ESP)            | DNF                   |
| 192                                                   | Asier Etxeberria (ESP)            | DNF                   |
| 193                                                   | Joan Bou (ESP)                    | DNF                   |
| 194                                                   | Mikel Bizkarra Etxegibel (ESP)    | DNF                   |
| 195                                                   | Xabier Berasategi (ESP)           | 64è                   |
| 196                                                   | Xabier Isasa (ESP)                | 75è                   |
| 197                                                   | Víctor de la Parte González (ESP) | 57è                   |
| Director esportiu: Jorge Azanza Soto, Pello Olaberria |                                   |                       |

| Alpecin-Deceuninck ADC                              | Alpecin-Deceuninck ADC  | Alpecin-Deceuninck ADC |
| --------------------------------------------------- | ----------------------- | ---------------------- |
| Núm                                                 | Ciclista                | Pos                    |
| 201                                                 | Tobias Bayer (AUT)      | DNF                    |
| 202                                                 | Nicola Conci (ITA)      | 74è                    |
| 203                                                 | Michael Gogl (AUT)      | DNF                    |
| 204                                                 | Jimmy Janssens (BEL)    | 56è                    |
| 205                                                 | Axel Laurance (FRA)     | DNF                    |
| 206                                                 | Stan Van Tricht (BEL)   | DNF                    |
| 207                                                 | Gianni Vermeersch (BEL) | DNF                    |
| Director esportiu: Preben Van Hecke, Rik Van Slycke |                         |                        |

| Arkéa-B&B Hotels ARK             | Arkéa-B&B Hotels ARK      | Arkéa-B&B Hotels ARK |
| -------------------------------- | ------------------------- | -------------------- |
| Núm                              | Ciclista                  | Pos                  |
| 211                              | Louis Barré (FRA)         | 78è                  |
| 212                              | Clément Champoussin (FRA) | 70è                  |
| 213                              | Michel Ries (LUX)         | DNF                  |
| 214                              | Thibault Guernalec (FRA)  | DNF                  |
| 215                              | Simon Guglielmi (FRA)     | DNF                  |
| 216                              | Laurens Huys (BEL)        | 83è                  |
| 217                              | Łukasz Owsian (POL)       | DNF                  |
| Director esportiu: Arnaud Gérard |                           |                      |

| Ineos Grenadiers IGD                                         | Ineos Grenadiers IGD                | Ineos Grenadiers IGD |
| ------------------------------------------------------------ | ----------------------------------- | -------------------- |
| Núm                                                          | Ciclista                            | Pos                  |
| 221                                                          | Jonathan Castroviejo Nicolás (ESP)  | DNF                  |
| 222                                                          | Omar Fraile Matarranz (ESP)         | DNF                  |
| 223                                                          | Michael Leonard (CAN)               | DNF                  |
| 224                                                          | Jhonatan Narváez Prado (ECU) (ruta) | 5è                   |
| 225                                                          | Salvatore Puccio (ITA)              | DNF                  |
| 226                                                          | Óscar Rodríguez Garaicoechea (ESP)  | 28è                  |
| 227                                                          | Connor Swift (GBR)                  | DNF                  |
| Director esportiu: Imanol Erviti Ollo, Xabier Zandio Echaide |                                     |                      |

| Uno-X Mobility UXM                    | Uno-X Mobility UXM               | Uno-X Mobility UXM |
| ------------------------------------- | -------------------------------- | ------------------ |
| Núm                                   | Ciclista                         | Pos                |
| 231                                   | Odd Christian Eiking (NOR)       | 39è                |
| 232                                   | Fredrik Dversnes (NOR)           | DNF                |
| 233                                   | Ådne Holter (NOR)                | DNF                |
| 234                                   | Anders Halland Johannessen (NOR) | DNF                |
| 235                                   | Tobias Halland Johannessen (NOR) | 24è                |
| 236                                   | Johannes Kulset (NOR)            | DNF                |
| 237                                   | Anders Skaarseth (NOR)           | DNF                |
| Director esportiu: Gino Van Oudenhove |                                  |                    |

| TotalEnergies TEN                                  | TotalEnergies TEN       | TotalEnergies TEN |
| -------------------------------------------------- | ----------------------- | ----------------- |
| Núm                                                | Ciclista                | Pos               |
| 241                                                | Steff Cras (BEL)        | DNF               |
| 242                                                | Pierre Latour (FRA)     | DNF               |
| 243                                                | Valentin Ferron (FRA)   | DNF               |
| 244                                                | Fabien Grellier (FRA)   | DNF               |
| 245                                                | Jordan Jegat (FRA)      | 27è               |
| 246                                                | Alan Jousseaume (FRA)   | DNF               |
| 247                                                | Alexis Vuillermoz (FRA) | DNF               |
| Director esportiu: Romain Sicard, Benoît Génauzeau |                         |                   |